# Saison 2021-2022 des Knicks de New York
La saison 2021-2022 des Knicks de New York est la 76e saison de la franchise au sein de la National Basketball Association (NBA).
Le 20 août 2021, la ligue annonce que la saison régulière démarre le 19 octobre 2021, avec un format typique de 82 matchs.
Durant la saison régulière, Evan Fournier est devenu le joueur ayant inscrit le plus de paniers à trois points dans une saison pour la franchise.
Le 31 mars 2022, les Knicks sont officiellement éliminés de la course aux playoffs et finissent à la 11e place de la conférence Est et à la dernière place de leur division.

## Draft
| Tour | Choix | Joueur                 | Poste | Nationalité | Provenance              |
| ---- | ----- | ---------------------- | ----- | ----------- | ----------------------- |
| 1    | 19    | Kai Jones              | C     | Bahamas     | Longhorns du Texas      |
| 1    | 21    | Keon Johnson           | SG    | États-Unis  | Volunteers du Tennessee |
| 2    | 32    | Jeremiah Robinson-Earl | PF    | États-Unis  | Wildcats de Villanova   |
| 2    | 58    | Jericho Sims           | C     | États-Unis  | Longhorns du Texas      |

## Matchs

### Summer League
| Summer League Total: 4-2 |

| Match | Date match | Équipe      | Score    | Meilleur marqueur      | Meilleur rebondeur | Meilleur passeur      | Lieux                | Série |
| ----- | ---------- | ----------- | -------- | ---------------------- | ------------------ | --------------------- | -------------------- | ----- |
| 1     | 8 août     | Toronto     | D 79-89  | Obi Toppin (24)        | Sims, Toppin (8)   | Immanuel Quickley (8) | Thomas & Mack Center | 0 - 1 |
| 2     | 9 août     | Indiana     | D 94-86  | Immanuel Quickley (32) | Sims, Toppin (9)   | Immanuel Quickley (8) | Thomas & Mack Center | 1 - 1 |
| 3     | 11 août    | L.A. Lakers | D 91-82  | Immanuel Quickley (25) | Obi Toppin (11)    | Immanuel Quickley (7) | Thomas & Mack Center | 2 - 1 |
| 4     | 13 août    | Détroit     | D 87-93  | Obi Toppin (31)        | Obi Toppin (9)     | Immanuel Quickley (9) | Thomas & Mack Center | 2 - 2 |
| 5     | 14 août    | Cleveland   | V 103-94 | Quentin Grimes (28)    | Jericho Sims (9)   | Davis, McBride (5)    | Thomas & Mack Center | 3 - 2 |
| 6     | 16 août    | Atlanta     | V 104-85 | Quentin Grimes (26)    | Jericho Sims (13)  | Immanuel Quickley (7) | Cox Pavilion         | 4 - 2 |

### Pré-saison
| Pré-saison Total: 4-0 (Domicile : 3-0; Extérieur : 1-0) |

| Match | Date match | Équipe       | Score     | Meilleur marqueur  | Meilleur rebondeur | Meilleur passeur      | Lieux Spectateurs            | Série |
| ----- | ---------- | ------------ | --------- | ------------------ | ------------------ | --------------------- | ---------------------------- | ----- |
| 1     | 5 octobre  | Indiana      | V 125-104 | Julius Randle (20) | Julius Randle (9)  | Immanuel Quickley (7) | Madison Square Garden 10 090 | 1 - 0 |
| 2     | 9 octobre  | @ Washington | V 117-99  | R. J. Barrett (18) | Jericho Sims (13)  | Derrick Rose (8)      | Capital One Arena 8 060      | 2 - 0 |
| 3     | 13 octobre | Détroit      | V 108-100 | Julius Randle (29) | Julius Randle (11) | R. J. Barrett (6)     | Madison Square Garden 11 226 | 3 - 0 |
| 4     | 15 octobre | Washington   | V 115-113 | Derrick Rose (28)  | Julius Randle (10) | Rose, Walker (6)      | Madison Square Garden 12 258 | 4 - 0 |

### Saison régulière
| Saison régulière Total: 37-45 (Domicile : 17-24; Extérieur : 20-21) |

| Match | Date match | Équipe                | Score           | Meilleur marqueur  | Meilleur rebondeur     | Meilleur passeur  | Lieux Spectateurs            | Série |
| ----- | ---------- | --------------------- | --------------- | ------------------ | ---------------------- | ----------------- | ---------------------------- | ----- |
| 1     | 20 octobre | Boston                | V 138-134 (2OT) | Julius Randle (35) | Mitchell Robinson (17) | Julius Randle (9) | Madison Square Garden 19 812 | 1 - 0 |
| 2     | 22 octobre | @ Orlando             | V 121-96        | Julius Randle (21) | Julius Randle (10)     | Trois joueurs (7) | Amway Center 18 846          | 2 - 0 |
| 3     | 24 octobre | Orlando               | D 104-110       | Julius Randle (30) | Julius Randle (16)     | R. J. Barrett (5) | Madison Square Garden 16 273 | 2 - 1 |
| 4     | 26 octobre | Philadelphie          | V 112-99        | Kemba Walker (19)  | Julius Randle (11)     | Julius Randle (7) | Madison Square Garden 15 218 | 3 - 1 |
| 5     | 28 octobre | @ Chicago             | V 104-103       | Kemba Walker (21)  | Julius Randle (16)     | Julius Randle (9) | United Center 20 972         | 4 - 1 |
| 6     | 30 octobre | @ La Nouvelle-Orléans | V 123-117       | R. J. Barrett (35) | R. J. Barrett (8)      | R. J. Barrett (6) | Smoothie King Center 16 508  | 5 - 1 |

| Match | Date match   | Équipe         | Score     | Meilleur marqueur     | Meilleur rebondeur     | Meilleur passeur      | Lieux Spectateurs            | Série   |
| ----- | ------------ | -------------- | --------- | --------------------- | ---------------------- | --------------------- | ---------------------------- | ------- |
| 7     | 1er novembre | Toronto        | D 104-113 | R. J. Barrett (27)    | Mitchell Robinson (12) | Quickley, Randle (5)  | Madison Square Garden 16 528 | 5 - 2   |
| 8     | 3 novembre   | @ Indiana      | D 98-111  | R. J. Barrett (23)    | Julius Randle (14)     | Kemba Walker (4)      | Gainbridge Fieldhouse 11 607 | 5 - 3   |
| 9     | 5 novembre   | @ Milwaukee    | V 113-98  | Julius Randle (32)    | Nerlens Noel (13)      | Randle, Rose (4)      | Fiserv Forum 17 341          | 6 - 3   |
| 10    | 7 novembre   | Cleveland      | D 109-126 | Julius Randle (19)    | Randle, Robinson (7)   | Julius Randle (7)     | Madison Square Garden 19 040 | 6 - 4   |
| 11    | 8 novembre   | @ Philadelphie | V 103-96  | Julius Randle (31)    | Julius Randle (12)     | Kemba Walker (5)      | Wells Fargo Center 20 224    | 7 - 4   |
| 12    | 10 novembre  | Milwaukee      | D 100-112 | Derrick Rose (22)     | Taj Gibson (9)         | Derrick Rose (7)      | Madison Square Garden 18 027 | 7 - 5   |
| 13    | 12 novembre  | @ Charlotte    | D 96-104  | Kemba Walker (26)     | Alec Burks (9)         | Julius Randle (5)     | Spectrum Center 19 257       | 7 - 6   |
| 14    | 15 novembre  | Indiana        | V 92-84   | Quickley, Walker (16) | Julius Randle (11)     | Derrick Rose (7)      | Madison Square Garden 16 792 | 8 - 6   |
| 15    | 17 novembre  | Orlando        | D 98-104  | R. J. Barrett (17)    | Mitchell Robinson (11) | Immanuel Quickley (7) | Madison Square Garden 16 680 | 8 - 7   |
| 16    | 20 novembre  | Houston        | V 106-99  | Alec Burks (20)       | Julius Randle (10)     | Julius Randle (9)     | Madison Square Garden 19 812 | 9 - 7   |
| 17    | 21 novembre  | @ Chicago      | D 103-109 | Julius Randle (34)    | R. J. Barrett (15)     | Kemba Walker (4)      | United Center 21 813         | 9 - 8   |
| 18    | 23 novembre  | L.A. Lakers    | V 106-100 | Evan Fournier (26)    | Julius Randle (16)     | Randle, Walker (5)    | Madison Square Garden 19 812 | 10 - 8  |
| 19    | 26 novembre  | Phoenix        | D 97-118  | Kemba Walker (17)     | Mitchell Robinson (8)  | Quickley, Randle (4)  | Madison Square Garden 19 812 | 10 - 9  |
| 20    | 27 novembre  | @ Atlanta      | V 99-90   | Alec Burks (23)       | Randle, Robinson (11)  | Immanuel Quickley (7) | State Farm Arena 17 287      | 11 - 9  |
| 21    | 30 novembre  | @ Brooklyn     | D 110-112 | Alec Burks (25)       | Julius Randle (9)      | Derrick Rose (9)      | Barclays Center 18 081       | 11 - 10 |

| Match | Date match  | Équipe          | Score     | Meilleur marqueur      | Meilleur rebondeur     | Meilleur passeur      | Lieux Spectateurs            | Série   |
| ----- | ----------- | --------------- | --------- | ---------------------- | ---------------------- | --------------------- | ---------------------------- | ------- |
| 22    | 2 décembre  | Chicago         | D 115-119 | Julius Randle (30)     | Julius Randle (12)     | Randle, Rose (6)      | Madison Square Garden 19 812 | 11 - 11 |
| 23    | 4 décembre  | Denver          | D 99-113  | Julius Randle (24)     | Obi Toppin (8)         | Julius Randle (8)     | Madison Square Garden 19 872 | 11 - 12 |
| 24    | 7 décembre  | @ San Antonio   | V 121-109 | R. J. Barrett (32)     | Mitchell Robinson (14) | Julius Randle (7)     | AT&T Center 14 698           | 12 - 12 |
| 25    | 8 décembre  | @ Indiana       | D 102-122 | R. J. Barrett (19)     | Julius Randle (8)      | Derrick Rose (7)      | Gainbridge Fieldhouse 13 167 | 12 - 13 |
| 26    | 10 décembre | @ Toronto       | D 87-90   | Barrett, Toppin (19)   | Julius Randle (14)     | Burks, Randle (5)     | Scotiabank Arena 19 800      | 12 - 14 |
| 27    | 12 décembre | Milwaukee       | D 97-112  | Quentin Grimes (27)    | Julius Randle (10)     | Randle, Rose (7)      | Madison Square Garden 19 812 | 12 - 15 |
| 28    | 14 décembre | Golden State    | D 96-105  | Julius Randle (31)     | Trois joueurs (7)      | Derrick Rose (6)      | Madison Square Garden 19 812 | 12 - 16 |
| 29    | 16 décembre | @ Houston       | V 116-103 | Immanuel Quickley (24) | Burks, Robinson (9)    | Miles McBride (9)     | Toyota Center 13 857         | 13 - 16 |
| 30    | 18 décembre | @ Boston        | D 107-114 | Evan Fournier (32)     | Julius Randle (9)      | Julius Randle (7)     | TD Garden 19 156             | 13 - 17 |
| 31    | 21 décembre | Détroit         | V 105-91  | Evan Fournier (22)     | Mitchell Robinson (14) | Alec Burks (6)        | Madison Square Garden 17 906 | 14 - 17 |
| 32    | 23 décembre | Washington      | D 117-124 | Kemba Walker (44)      | Randle, Walker (9)     | Kemba Walker (8)      | Madison Square Garden 18 208 | 14 - 18 |
| 33    | 25 décembre | Atlanta         | V 101-87  | Julius Randle (25)     | Julius Randle (12)     | Kemba Walker (12)     | Madison Square Garden 19 812 | 15 - 18 |
| 34    | 28 décembre | @ Minnesota     | V 96-88   | Mitchell Robinson (14) | Mitchell Robinson (18) | Immanuel Quickley (4) | Target Center 16 339         | 16 - 18 |
| 35    | 29 décembre | @ Détroit       | V 94-85   | Alec Burks (34)        | Julius Randle (10)     | Julius Randle (5)     | Little Caesars Arena 18 312  | 17 - 18 |
| 36    | 31 décembre | @ Oklahoma City | D 80-95   | R. J. Barrett (26)     | Mitchell Robinson (12) | Barrett, Fournier (3) | Paycom Center 16 451         | 17 - 19 |

| Match | Date match | Équipe              | Score     | Meilleur marqueur      | Meilleur rebondeur     | Meilleur passeur      | Lieux Spectateurs                 | Série   |
| ----- | ---------- | ------------------- | --------- | ---------------------- | ---------------------- | --------------------- | --------------------------------- | ------- |
| 37    | 2 janvier  | @ Toronto           | D 105-120 | Evan Fournier (20)     | Taj Gibson (7)         | Obi Toppin (6)        | Scotiabank Arena 0                | 17 - 20 |
| 38    | 4 janvier  | Indiana             | V 104-94  | R. J. Barrett (32)     | Julius Randle (16)     | Burks, Randle (4)     | Madison Square Garden 18 449      | 18 - 20 |
| 39    | 6 janvier  | Boston              | V 108-105 | Evan Fournier (41)     | Alec Burks (9)         | Alec Burks (7)        | Madison Square Garden 17 529      | 19 - 20 |
| 40    | 8 janvier  | @ Boston            | D 75-99   | R. J. Barrett (19)     | Julius Randle (12)     | Julius Randle (6)     | TD Garden 19 156                  | 19 - 21 |
| 41    | 10 janvier | San Antonio         | V 111-96  | R. J. Barrett (31)     | Julius Randle (12)     | Grimes, Quickley (6)  | Madison Square Garden 16 569      | 20 - 21 |
| 42    | 12 janvier | Dallas              | V 108-85  | R. J. Barrett (32)     | Julius Randle (12)     | Julius Randle (8)     | Madison Square Garden 18 215      | 21 - 21 |
| 43    | 15 janvier | @ Atlanta           | V 117-108 | R. J. Barrett (26)     | Mitchell Robinson (13) | Julius Randle (9)     | State Farm Arena 16 414           | 22 - 21 |
| 44    | 17 janvier | Charlotte           | D 87-97   | Barrett, Randle (18)   | R. J. Barrett (12)     | Immanuel Quickley (7) | Madison Square Garden 19 812      | 22 - 22 |
| 45    | 18 janvier | Minnesota           | D 110-112 | Evan Fournier (27)     | Julius Randle (9)      | Julius Randle (9)     | Madison Square Garden 16 071      | 22 - 23 |
| 46    | 20 janvier | La Nouvelle-Orléans | D 91-102  | Barrett, Robinson (17) | Mitchell Robinson (15) | Julius Randle (6)     | Madison Square Garden 16 168      | 22 - 24 |
| 47    | 23 janvier | L.A. Clippers       | V 110-102 | R. J. Barrett (28)     | R. J. Barrett (14)     | Barrett, Quickley (6) | Madison Square Garden 19 812      | 23 - 24 |
| 48    | 24 janvier | @ Cleveland         | D 93-95   | R. J. Barrett (24)     | Nerlens Noel (13)      | Immanuel Quickley (6) | Rocket Mortgage FieldHouse 17 321 | 23 - 25 |
| 49    | 26 janvier | @ Miami             | D 96-110  | Obi Toppin (18)        | Mitchell Robinson (10) | Immanuel Quickley (7) | FTX Arena 19 600                  | 23 - 26 |
| 50    | 28 janvier | @ Milwaukee         | D 108-123 | Evan Fournier (25)     | Julius Randle (11)     | Kemba Walker (7)      | Fiserv Forum 17 341               | 23 - 27 |
| 51    | 31 janvier | Sacramento          | V 116-96  | Alec Burks (21)        | Mitchell Robinson (13) | Nerlens Noel (5)      | Madison Square Garden 15 925      | 24 - 27 |

| Match                  | Date match | Équipe         | Score          | Meilleur marqueur      | Meilleur rebondeur     | Meilleur passeur   | Lieux Spectateurs              | Série   |
| ---------------------- | ---------- | -------------- | -------------- | ---------------------- | ---------------------- | ------------------ | ------------------------------ | ------- |
| 52                     | 2 février  | Memphis        | D 108-120      | Evan Fournier (30)     | Julius Randle (12)     | Julius Randle (9)  | Madison Square Garden 19 812   | 24 - 28 |
| 53                     | 5 février  | @ L.A. Lakers  | D 115-122 (OT) | R. J. Barrett (36)     | Julius Randle (16)     | Julius Randle (7)  | Staples Center 18 997          | 24 - 29 |
| 54                     | 7 février  | @ Utah         | D 104-113      | Julius Randle (30)     | Mitchell Robinson (21) | R. J. Barrett (6)  | Vivint Smart Home Arena 18 306 | 24 - 30 |
| 55                     | 8 février  | @ Denver       | D 115-132      | Julius Randle (28)     | Julius Randle (10)     | Kemba Walker (8)   | Ball Arena 15 093              | 24 - 31 |
| 56                     | 10 février | @ Golden State | V 116-114      | Julius Randle (28)     | Julius Randle (16)     | Julius Randle (7)  | Chase Center 18 064            | 25 - 31 |
| 57                     | 12 février | @ Portland     | D 103-112      | Julius Randle (28)     | Julius Randle (16)     | Julius Randle (6)  | Moda Center 18 521             | 25 - 32 |
| 58                     | 14 février | Oklahoma City  | D 123-127 (OT) | Julius Randle (30)     | Mitchell Robinson (17) | Julius Randle (10) | Madison Square Garden 18 433   | 25 - 33 |
| 59                     | 16 février | Brooklyn       | D 106-111      | Julius Randle (31)     | Julius Randle (10)     | Alec Burks (5)     | Madison Square Garden 18 916   | 25 - 34 |
| NBA All-Star Game 2022 |            |                |                |                        |                        |                    |                                |         |
| 60                     | 25 février | Miami          | D 100-115      | R. J. Barrett (46)     | R. J. Barrett (9)      | Julius Randle (8)  | Madison Square Garden 19 812   | 25 - 35 |
| 61                     | 27 février | Philadelphie   | D 109-125      | Barrett, Fournier (24) | Randle, Sims (10)      | Julius Randle (7)  | Madison Square Garden 19 812   | 25 - 36 |

| Match | Date match | Équipe          | Score     | Meilleur marqueur      | Meilleur rebondeur     | Meilleur passeur       | Lieux Spectateurs               | Série   |
| ----- | ---------- | --------------- | --------- | ---------------------- | ---------------------- | ---------------------- | ------------------------------- | ------- |
| 62    | 2 mars     | @ Philadelphie  | D 108-123 | R. J. Barrett (30)     | Burks, Robinson (7)    | R. J. Barrett (7)      | Wells Fargo Center 21 333       | 25 - 37 |
| 63    | 4 mars     | @ Phoenix       | D 114-115 | Julius Randle (25)     | Mitchell Robinson (15) | Alec Burks (6)         | Footprint Center 17 071         | 25 - 38 |
| 64    | 6 mars     | @ L.A. Clippers | V 116-93  | R. J. Barrett (24)     | Robinson, Sims (11)    | Immanuel Quickley (6)  | Staples Center 17 422           | 26 - 38 |
| 65    | 7 mars     | @ Sacramento    | V 131-115 | Julius Randle (46)     | Julius Randle (10)     | R. J. Barrett (6)      | Golden 1 Center 14 720          | 27 - 38 |
| 66    | 9 mars     | @ Dallas        | V 107-77  | Julius Randle (26)     | Burks, Robinson (11)   | Immanuel Quickley (6)  | American Airlines Center 20 182 | 28 - 38 |
| 67    | 11 mars    | @ Memphis       | D 114-118 | Julius Randle (36)     | Mitchell Robinson (16) | Julius Randle (6)      | FedExForum 17 188               | 28 - 39 |
| 68    | 13 mars    | @ Brooklyn      | D 107-110 | Julius Randle (26)     | Jericho Sims (10)      | Alec Burks (7)         | Barclays Center 18 057          | 28 - 40 |
| 69    | 16 mars    | Portland        | V 128-98  | R. J. Barrett (31)     | Julius Randle (9)      | Julius Randle (7)      | Madison Square Garden 19 812    | 29 - 40 |
| 70    | 18 mars    | Washington      | V 100-97  | Barrett, Randle (18)   | Julius Randle (17)     | Immanuel Quickley (5)  | Madison Square Garden 18 213    | 30 - 40 |
| 71    | 20 mars    | Utah            | D 93-108  | R. J. Barrett (24)     | Julius Randle (11)     | Immanuel Quickley (4)  | Madison Square Garden 19 812    | 30 - 41 |
| 72    | 22 mars    | Atlanta         | D 111-117 | R. J. Barrett (30)     | R. J. Barrett (13)     | Burks, Fournier (4)    | Madison Square Garden 19 812    | 30 - 42 |
| 73    | 23 mars    | @ Charlotte     | V 121-106 | R. J. Barrett (30)     | Obi Toppin (11)        | Fournier, Quickley (7) | Spectrum Center 16 290          | 31 - 42 |
| 74    | 25 mars    | @ Miami         | V 111-103 | Immanuel Quickley (23) | Barrett, Toppin (8)    | Miles McBride (5)      | FTX Arena 19 600                | 32 - 42 |
| 75    | 27 mars    | @ Détroit       | V 104-102 | R. J. Barrett (21)     | Barrett, Robinson (9)  | Julius Randle (5)      | Little Caesars Arena 19 304     | 33 - 42 |
| 76    | 28 mars    | Chicago         | V 109-104 | R. J. Barrett (28)     | Julius Randle (13)     | Quickley, Randle (4)   | Madison Square Garden 19 812    | 34 - 42 |
| 77    | 30 mars    | Charlotte       | D 114-125 | Evan Fournier (30)     | Alec Burks (12)        | Julius Randle (7)      | Madison Square Garden 19 812    | 34 - 43 |

| Match | Date match | Équipe       | Score     | Meilleur marqueur  | Meilleur rebondeur      | Meilleur passeur       | Lieux Spectateurs            | Série   |
| ----- | ---------- | ------------ | --------- | ------------------ | ----------------------- | ---------------------- | ---------------------------- | ------- |
| 78    | 2 avril    | Cleveland    | D 101-119 | Obi Toppin (20)    | Immanuel Quickley (7)   | Immanuel Quickley (7)  | Madison Square Garden 19 812 | 34 - 44 |
| 79    | 3 avril    | @ Orlando    | V 118-88  | R. J. Barrett (27) | Quickley, Robinson (10) | Immanuel Quickley (10) | Amway Center 15 747          | 35 - 44 |
| 80    | 6 avril    | Brooklyn     | D 98-110  | Alec Burks (24)    | Jericho Sims (13)       | R. J. Barrett (7)      | Madison Square Garden 19 812 | 35 - 45 |
| 81    | 8 avril    | @ Washington | V 114-92  | Obi Toppin (35)    | Jericho Sims (9)        | Immanuel Quickley (10) | Capital One Arena 19 472     | 36 - 45 |
| 82    | 10 avril   | Toronto      | V 105-94  | Obi Toppin (42)    | Jericho Sims (14)       | Immanuel Quickley (12) | Madison Square Garden 19 812 | 37 - 45 |

### Confrontations en saison régulière
| Conférence Est      | Conférence Est                              | Conférence Est                              | Conférence Est                              | Conférence Est                              | Conférence Ouest                            | Conférence Ouest                            | Conférence Ouest                            |
| Division Atlantique | Division Atlantique                         | Division Atlantique                         | Division Atlantique                         | Division Atlantique                         | Division Nord-Ouest                         | Division Nord-Ouest                         | Division Nord-Ouest                         |
| Équipe              | Domicile                                    | Domicile                                    | Extérieur                                   | Extérieur                                   | Équipe                                      | Domicile                                    | Extérieur                                   |
| ------------------- | ------------------------------------------- | ------------------------------------------- | ------------------------------------------- | ------------------------------------------- | ------------------------------------------- | ------------------------------------------- | ------------------------------------------- |
| Boston              | 138-134 (2OT)                               | 108-105                                     | 107-114                                     | 75-99                                       | Denver                                      | 99-113                                      | 115-132                                     |
| Brooklyn            | 106-111                                     | 98-110                                      | 110-112                                     | 107-110                                     | Minnesota                                   | 110-112                                     | 96-88                                       |
|                     |                                             |                                             |                                             |                                             | Oklahoma City                               | 123-127 (OT)                                | 80-95                                       |
| Philadelphie        | 112-99                                      | 109-125                                     | 103-96                                      | 108-123                                     | Portland                                    | 128-98                                      | 103-112                                     |
| Toronto             | 104-113                                     | 105-94                                      | 87-90                                       | 105-120                                     | Utah                                        | 93-108                                      | 104-113                                     |
|                     | 4–4                                         | 4–4                                         | 1–7                                         | 1–7                                         |                                             | 1–4                                         | 1–4                                         |
| Division            | 5–11                                        | 5–11                                        | 5–11                                        | 5–11                                        | Division                                    | 2–8                                         | 2–8                                         |
| Division Centrale   | Division Centrale                           | Division Centrale                           | Division Centrale                           | Division Centrale                           | Division Pacifique                          | Division Pacifique                          | Division Pacifique                          |
| Équipe              | Domicile                                    | Domicile                                    | Extérieur                                   | Extérieur                                   | Équipe                                      | Domicile                                    | Extérieur                                   |
| Chicago             | 115-119                                     | 109-104                                     | 104-103                                     | 103-109                                     | Golden State                                | 96-105                                      | 116-114                                     |
| Cleveland           | 109-126                                     | 101-119                                     | 93-95                                       |                                             | L.A. Clippers                               | 110-102                                     | 116-93                                      |
| Detroit             | 105-91                                      |                                             | 94-85                                       | 104-102                                     | L.A. Lakers                                 | 106-100                                     | 115-122 (OT)                                |
| Indiana             | 92-84                                       | 104-94                                      | 98-111                                      | 102-122                                     | Phoenix                                     | 97-118                                      | 114-115                                     |
| Milwaukee           | 100-112                                     | 97-112                                      | 113-98                                      | 108-123                                     | Sacramento                                  | 116-96                                      | 131-115                                     |
|                     | 4–5                                         | 4–5                                         | 4–5                                         | 4–5                                         |                                             | 3–2                                         | 3–2                                         |
| Division            | 8–10                                        | 8–10                                        | 8–10                                        | 8–10                                        | Division                                    | 6–4                                         | 6–4                                         |
| Division Sud-Est    | Division Sud-Est                            | Division Sud-Est                            | Division Sud-Est                            | Division Sud-Est                            | Division Sud-Ouest                          | Division Sud-Ouest                          | Division Sud-Ouest                          |
| Équipe              | Domicile                                    | Domicile                                    | Extérieur                                   | Extérieur                                   | Équipe                                      | Domicile                                    | Extérieur                                   |
| Atlanta             | 101-87                                      | 111-117                                     | 99-90                                       | 117-108                                     | Dallas                                      | 108-85                                      | 107-77                                      |
| Charlotte           | 87-97                                       | 114-125                                     | 96-104                                      | 121-106                                     | Houston                                     | 106-99                                      | 116-103                                     |
| Miami               | 100-115                                     |                                             | 96-110                                      | 111-103                                     | Memphis                                     | 108-120                                     | 114-118                                     |
| Orlando             | 104-110                                     | 98-104                                      | 121-96                                      | 118-88                                      | New Orleans                                 | 91-102                                      | 123-117                                     |
| Washington          | 117-124                                     | 100-97                                      | 114-92                                      |                                             | San Antonio                                 | 111-96                                      | 121-109                                     |
|                     | 2–7                                         | 2–7                                         | 7–2                                         | 7–2                                         |                                             | 3–2                                         | 4–1                                         |
| Division            | 9–9                                         | 9–9                                         | 9–9                                         | 9–9                                         | Division                                    | 7–3                                         | 7–3                                         |
| Conférence          | 22–31 (Domicile : 10–17; Extérieur : 12–14) | 22–31 (Domicile : 10–17; Extérieur : 12–14) | 22–31 (Domicile : 10–17; Extérieur : 12–14) | 22–31 (Domicile : 10–17; Extérieur : 12–14) | Conférence                                  | 15–14 (Domicile : 7–7; Extérieur : 8–7)     | 15–14 (Domicile : 7–7; Extérieur : 8–7)     |
| Total               | 37–45 (Domicile : 17–24; Extérieur : 20–21) | 37–45 (Domicile : 17–24; Extérieur : 20–21) | 37–45 (Domicile : 17–24; Extérieur : 20–21) | 37–45 (Domicile : 17–24; Extérieur : 20–21) | 37–45 (Domicile : 17–24; Extérieur : 20–21) | 37–45 (Domicile : 17–24; Extérieur : 20–21) | 37–45 (Domicile : 17–24; Extérieur : 20–21) |

## Classements
| Conférence Est | Conférence Est              | Conférence Est | Conférence Est | Conférence Est | Conférence Est | Conférence Est | Conférence Est |
| No             | Franchise                   | Vic.           | Déf.           | MJ             | V/D            | GB             |                |
| -------------- | --------------------------- | -------------- | -------------- | -------------- | -------------- | -------------- | -------------- |
| 1              | c - Heat de Miami           | 53             | 29             | 82             | .646           | –              |                |
| 2              | y - Celtics de Boston       | 51             | 31             | 82             | .622           | 2              |                |
| 3              | y - Bucks de Milwaukee      | 51             | 31             | 82             | .622           | 2              |                |
| 4              | x - 76ers de Philadelphie   | 51             | 31             | 82             | .622           | 2              |                |
| 5              | x - Raptors de Toronto      | 48             | 34             | 82             | .585           | 5              |                |
| 6              | x - Bulls de Chicago        | 46             | 36             | 82             | .561           | 7              |                |
|                |                             |                |                |                |                |                |                |
| 7              | x - Nets de Brooklyn        | 44             | 38             | 82             | .537           | 9              |                |
| 8              | pi - Cavaliers de Cleveland | 44             | 38             | 82             | .537           | 9              |                |
| 9              | x - Hawks d'Atlanta         | 43             | 39             | 82             | .524           | 10             |                |
| 10             | pi - Hornets de Charlotte   | 43             | 39             | 82             | .524           | 10             |                |
|                |                             |                |                |                |                |                |                |
| 11             | o - Knicks de New York      | 37             | 45             | 82             | .451           | 16             |                |
| 12             | o - Wizards de Washington   | 35             | 47             | 82             | .427           | 18             |                |
| 13             | o - Pacers de l'Indiana     | 25             | 57             | 82             | .305           | 28             |                |
| 14             | o - Pistons de Détroit      | 23             | 59             | 82             | .280           | 30             |                |
| 15             | o - Magic d'Orlando         | 22             | 60             | 82             | .268           | 31             |                |

| Division Atlantique       | V  | D  | MJ | V/D  | GB | Dom   | Ext   | Div  |
| ------------------------- | -- | -- | -- | ---- | -- | ----- | ----- | ---- |
| y - Celtics de Boston     | 51 | 31 | 82 | .622 | –  | 28–13 | 23–18 | 9–7  |
| x - 76ers de Philadelphie | 51 | 31 | 82 | .622 | –  | 24–17 | 27–14 | 6–10 |
| x - Raptors de Toronto    | 48 | 34 | 82 | .585 | 3  | 24–17 | 24–17 | 10–6 |
| x - Nets de Brooklyn      | 44 | 38 | 82 | .537 | 7  | 20–21 | 24–17 | 10–6 |
| o - Knicks de New York    | 37 | 45 | 82 | .451 | 14 | 17–24 | 20–21 | 5–11 |